# Anthony Stockholm
Anthony Stockholm var den första presidenten av New York Stock Exchange från 1817 till 1818.
I mars 1792 träffade 24 av New Yorks ledande handelsmän i hemlighet på Corre Hotel för att diskutera olika sätt att få ordning på värdepappersmarknaden och överta marknaden från sina konkurrenter, auktionsföretagen. På den tiden fanns det i södra Manhattan utanför Wall Street 68 i New York ett enormt buttonwoodträd (eller amerikansk Sycamore, vilket det är mer känt som) utanför ett café och under vilka handlare och spekulanter informellt träffades och idkade värdepappershandel. Två månader senare, den 17 maj 1792, undertecknades Buttonwoodavtalet av ovan nämnda personer under detta buttonwoodträd. Den 8 mars 1817 utarbetade organisationen en konstitution och döpte om sig till "New York Stock & Exchange Board" (detta namn förkortades till sin nuvarande form 1863). Anthony Stockholm valdes till börsens första president. Konstitutionen var bara två meningar lång och var i princip ett löfte att bara handla med varandra och ta ut en provision om 0,25%. På den tiden var de enda värdepapper som handlades statsobligationer och bankaktier. De första aktierna som handlades och noterades på New York Stock Exchange var aktier i Bank of New York, New York Citys första chartrade bank. 
NYSE hyrde ett rum på Wall Street 40 och varje morgon läste presidenten Anthony Stockholm upp namnen på de aktier som skulle handlas. NYSE var en exklusiv organisation; nya medlemmar antogs endast via omröstning och en kandidat kunde svartlistas av tre negativa röster. Medlemmarna bar hög hatt och frack. 1817 kostade en plats på börsen 25 USD, år 1827 ökade priset till 100 USD och 1848 var priset 400 USD. I december 2005 såldes en plats för 4 miljoner USD. 

### Fotnoter
1. ↑  ”Presidents and Chairmen of the New York Stock Exchange”. New York Stock Exchange. Arkiverad från originalet den 21 april 2009. https://web.archive.org/web/20090421013059/http://www.nyse.com/pdfs/pres_chmn_ceo.pdf.
2. ↑  ”Arkiverade kopian”. Arkiverad från originalet den 25 april 2012. https://web.archive.org/web/20120425091027/http://c0403731.cdn.cloudfiles.rackspacecloud.com/collection/papers/1790/1792_0517_NYSEButtonwood.pdf. Läst 12 april 2012.